# Wiki Loves Earth

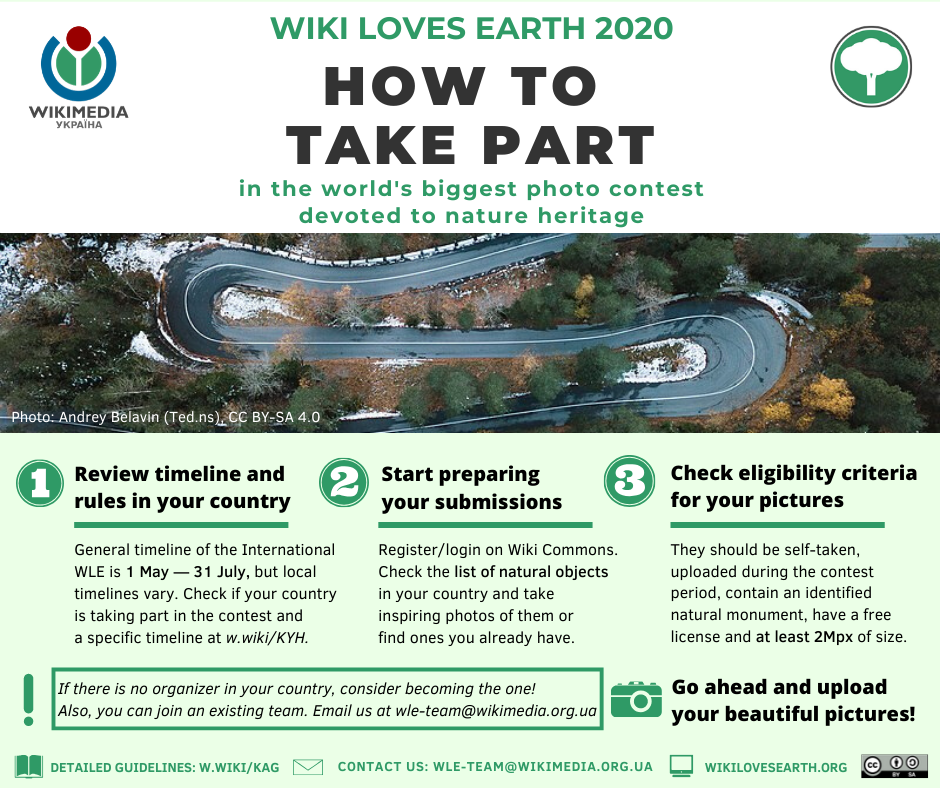
Đồ họa thông tin về cách tham gia Wiki Loves Earth

Wiki Loves Earth (WLE) là một cuộc thi nhiếp ảnh quốc tế thường niên được tổ chức trong suốt tháng 5 và tháng 6, do các thành viên cộng đồng Wikipedia tổ chức trên toàn thế giới với sự trợ giúp của các chi bộ Wikimedia địa phương trên toàn cầu. Những người tham gia chụp ảnh di sản thiên nhiên địa phương và phong cảnh tươi đẹp ở quốc gia của họ, và tải chúng lên Wikimedia Commons.
Mục đích của sự kiện là làm nổi bật các khu vực bảo tồn của các quốc gia tham dự với mục tiêu khuyến khích mọi người chụp ảnh những điểm tham quan này và đặt theo giấy phép miễn phí, sau đó có thể được sử dụng lại không chỉ trong Wikipedia mà còn ở mọi nơi bởi bất kỳ người nào cũng được.
Cuộc thi Wiki Loves Earth đầu tiên được tổ chức vào năm 2013 tại Ukraina, và dần dần mang tính quốc tế vào năm 2014. Năm 2019, có 37 nước tham gia cuộc thi. Năm 2020, cuộc thi quốc tế đã được kéo dài sang tháng 7 như một phản ứng đối với đại dịch COVID-19 toàn cầu. Tính đến cuối tháng 5, có tới 32 quốc gia đã tuyên bố tham gia vào phiên bản cuộc thi năm 2020, với hơn 31.000 bức ảnh được tải lên cho đến nay.

## Lịch sử
Cuộc thi Wiki Loves Earth đầu tiên được tổ chức vào năm 2013 tại Ukraina. Trưởng ban tổ chức là nhà dân tộc học Yevhen Buket. Trong những năm tiếp theo, cuộc thi dần mang tính quốc tế hơn và lan rộng ra các quốc gia khác. Năm 2014, cuộc thi được mở rộng ra ngoài châu Âu, với tổng số 16 quốc gia tham dự. Ấn bản năm 2015 của Wiki Loves Earth đã chứng kiến hơn 8.500 thí sinh đến từ 26 quốc gia tham tham dự, với hơn 100.000 tác phẩm dự thi. Pakistan đã giành được giải thưởng lớn trong ấn bản năm 2015 của Wiki Loves Earth với bức ảnh về Khu nghỉ dưỡng Shangrila, tọa lạc tại Skardu, Gilgit-Baltistan, Pakistan.
Wiki Loves Earth 2016 có hơn 7.000 người tham gia đến từ 26 nước, với hơn 75.000 bức ảnh được gửi. Năm 2017, cuộc thi đã mở rộng phạm vi địa lý hơn bao giờ hết, với 36 quốc gia tham dự vào năm đó và cuộc thi đạt con số kỷ lục hơn 131.000 bức ảnh được tải lên. Số lượng các quốc gia tham dự giảm nhẹ trong năm 2018, nhưng năm 2019 lại chứng kiến 37 quốc gia tham dự cuộc thi. Suốt nhiều năm qua, Wiki Loves Earth đã hợp tác với UNESCO, tổ chức những lần đề cử đặc biệt cho các khu dự trữ sinh quyển UNESCO và Công viên Địa chất Toàn cầu UNESCO.
Wiki Loves Earth là cuộc thi chị em của Wiki Loves Monuments, đây cũng là cuộc thi nhiếp ảnh quốc tế thường niên được tổ chức vào tháng 9, do các thành viên cộng đồng Wikipedia tổ chức trên toàn thế giới và tập trung vào các di tích lịch sử và di sản địa phương. WLM theo Sách Kỷ lục Guinness, là cuộc thi nhiếp ảnh lớn nhất thế giới.

## Đoạt giải
Sau đây là danh sách những người đoạt giải nhất quốc tế của Wiki Loves Earth:
| Ảnh chụp | Năm  | Nhiếp ảnh gia       | Quốc gia   | Mô tả |
| -------- | ---- | ------------------- | ---------- | --- |
|          | 2013 | Krasnickaja Katya   | Ukraina    | Bình minh ở khu bảo tồn thiên nhiên Ai-Petri Yaila (zakaznik).                                                               |
|          | 2014 | Balkhovitin         | Ukraina    | Quang cảnh Công viên Quốc gia Carpathian từ Hoverla, Ivano-Frankivsk Oblast.                                                 |
|          | 2015 | Zaeem Siddiq        | Pakistan   | Khu nghỉ dưỡng Shangrila, Skardu. Hồ này còn được gọi là hồ Hạ Kachura. Vườn quốc gia Trung tâm Karakoram, Gilgit–Baltistan. |
|          | 2016 | Cedomir Zarkovic    | Serbia     | Hang Stopića là một hang động đá vôi gần Sirogojno, trên sườn núi Zlatibor nằm trong dãy núi Dinaric.                        |
|          | 2017 | Sergey Pesterev     | Nga        | Đảo Ogoy vào mùa đông, Hồ Baikal, Vườn quốc gia Pribaikalsky.                                                                |
|          | 2018 | Ekaterina Vasyagina | Nga        | Mũi Stolbchaty tại đảo Kunashir sau khi mặt trời lặn. Khu bảo tồn Thiên nhiên Kurils, Nga                                    |
|          | 2019 | Sven Damerow        | Đức        | Chuồn chuồn Calopteryx splendens lơ lửng gần đầu hạt của cây bồ công anh tại hồ Gülper See ở Brandenburg, Đức                |
|          | 2020 | Touhid biplob       | Bangladesh | Sáo đá đuôi hung (Sturnia malabarica) ở Vườn quốc gia Satchari, Bangladesh                                                   |

## Thống kê
| Năm  | Quốc gia | Tải lên | Tham gia |
| ---- | -------- | ------- | -------- |
| 2013 | 1        | 9,695   | 346      |
| 2014 | 14       | 62,541  | 2,889    |
| 2015 | 25       | 104,201 | 8,837    |
| 2016 | 24       | 109,936 | 13,187   |
| 2017 | 36       | 130,482 | 15,074   |
| 2018 | 32       | 89,683  | 7,645    |
| 2019 | 37       | 94,699  | 9,699    |
| 2020 | 34       | 106,240 | 9,095    |